# 都尔弥势
都尔弥势，元朝将领，畏兀儿人，岳璘帖木儿的第四子。
元世祖中统三年（1262年），跟随叔父撒吉思讨伐山东李璮，立功，授任行省郎中，任命为博兴州、沂州达鲁花赤。至元十一年（1274年），随丞相伯颜攻打南宋，为先锋，在丁家洲之战击败宋朝丞相贾似道，焦山之战击败宋将孙虎臣，参与攻破常州，升为断事官。宋朝灭亡，担任安丰路达鲁花赤，权处州达鲁花赤。当时江南新附民很多拥兵自保，他单骑前往招降，兵不血刃，人称“四哥佛子”。后来阿合马专权，告病归家。忽必烈再次起用他为征东都元帅，发兵征日本，因与丞相阿塔海意见不合，辞任。后来历任知浙东道宣慰司事、行省郎中、太平路达鲁花赤、广西道提刑按察使，在官任上去世。